# Морские сутки
Морски́е су́тки — устаревшая международная единица измерения времени, использовавшаяся как военными, так и гражданскими моряками вплоть до середины XIX века (иногда и позднее).
Морские сутки отличались от обычных календарных суток тем, что они начинались не в полночь, как календарные, а в полдень. Именно от полудня вёлся ежедневный отсчёт времени на корабле с помощью склянок и рынды. Таким образом морской (или навигационный, англ. nautical) счёт времени отличался от гражданского времяисчисления. Например, 6 часов утра понедельника по гражданскому времени соответствовало 6 часам утра для штурмана по навигационному счёту времени, а 6 часов вечера понедельника по гражданскому времени соответствовало 6 часам вечера, но уже вторника. Это приводило к большим недоразумениям, так как при возвращении корабля в гавань штурман (и судовой журнал) должен был переходить на гражданское времяисчисление. Однако на флоте использовался и астрономический счёт времени, так как его придерживался применяемый в навигации «Морской альманах». Астрономические сутки тоже начинались в полдень, как и навигационные, но были сдвинуты на один день. Всё это могло приводить к ошибкам.
В английском флоте морские сутки были отменены специальной инструкцией Британского Адмиралтейства от 11 октября 1805 года, предлагающей новый вид вахтенного журнала, в котором предписывалось для всех королевских кораблей использовать календарные (или гражданские) сутки, начинающиеся в полночь. С 1820-х годов от исчисления времени по морским суткам отказалась и Британская Ост-Индская компания.